# 지.지.지
지.지.지(Guns, Girls and Gambling)는 2011년 공개된 미국의 영화이다. 게리 올드먼, 크리스천 슬레이터, 메건 파크, 헬레나 맛손, 토니 콕스, 크리스 커탠, 파워스 부스, 마이클 스피어스, 에디 스피어스, 제프 페이히 등 앙상블 캐스트가 주연으로 출연했다.

## 줄거리
운 없는 남자 존 스미스는 여자친구에게 차이고, 카지노에서 지갑을 도둑맞고, 엘비스 모창 대회에서도 패배한다. 설상가상으로 카지노 주인이자 '추장'으로 불리는 남자의 고대 마스크를 훔쳤다는 누명을 쓰게 된다. 누명을 벗기 위해 추장은 존에게 마스크를 찾아오면 백만 달러를 주겠다고 제안한다. 한편, 시를 읊으며 살인을 저지르는 '금발'이라는 킬러가 마스크를 찾기 위해 엘비스 모창자들을 찾아다니며 살해한다.
존은 마스크를 찾던 중 엘비스 모창자들의 행적을 쫓다 신디라는 여자를 만나게 되고, 그 과정에서 '카우보이'라는 킬러와 그의 부하 '모'에게 공격을 받는다. 존은 보안관에게 도움을 요청하려 하지만, 신디는 보안관들이 부패하여 카지노 추장과 '목장주'라는 인물의 편이라는 것을 알려준다. 목장주는 자신이 잃어버린 마스크를 되찾기 위해 엘비스 모창자들을 고용했던 장본인이었다. 그는 과거 자신의 부하가 마스크를 소지하고 있다가 아파치 부족에게 가족과 함께 살해당했던 과거를 존에게 이야기하며, 그에게도 백만 달러의 사례금을 약속한다.
존과 신디는 또 다른 엘비스 모창자를 찾아가지만, '인디언'이라는 킬러에게 살해당한다. 그들은 다시 도망치지만, 이번에는 '난쟁이 엘비스'에게 잡힌다. 그러나 그 순간 금발이 나타나 난쟁이 엘비스를 죽인다. 존과 신디는 간신히 탈출하지만, 결국 보안관에게 붙잡혀 엘비스 모창자 살해 혐의를 받게 된다. 그들은 존의 추론에 따라 버스를 기다리는 '엘비스 엘비스'를 찾아 사막으로 향한다.
'엘비스 엘비스'는 버스 안에서 금발에게 살해당하지만, 죽기 직전 금발에게 무언가를 속삭인다. 금발은 마스크를 챙기고 버스 기사마저 살해한다. 뒤늦게 도착한 존 일행은 금발이 남긴 메시지에 따라 사건이 발생했던 장소인 '12번 역'으로 향한다. 그곳에서 카우보이와 모가 나타나 보안관을 죽이고, 뒤이어 인디언이 나타나 카우보이와 모를 살해한다. 추장까지 합류하여 모두가 12번 역으로 향한다.
12번 역에서 존 일행은 목장주와 마주치고, 신디는 사실 목장주의 딸이며, 마스크를 찾을 경우를 대비하여 존을 감시하고 있었다는 사실을 밝힌다. 금발이 나타나 인디언을 살해하고, 존에게 돈 가방을 들고 역 안으로 들어오라고 협박한다. 알고 보니 존과 금발은 과거 연인 사이였으며, 금발은 존의 가족을 살해한 사람들에게 복수하기 위해 그를 도왔던 것이다. 금발은 마스크는 이미 엘비스 엘비스가 부쉈으며, 복수를 방해하면 모두 죽이겠다고 경고한다. 금발은 돈 가방 하나와 존의 지갑을 훔쳐간 매춘부(사실은 금발이 존을 떠났을 때 만났던 의사)와 함께 떠난다.
존은 나머지 돈 가방과 마스크를 가지고 30년 전 자신을 숨겨주었던 호피족 여인에게 돌려준다. 마스크는 존의 아버지가 시작한 일을 마무리하며, 원래의 주인에게 돌아가게 된다.

## 출연

### 주연
- 크리스찬 슬레이터
- 게리 올드만

### 조연
- 데인 쿡
- 헬레나 매트슨
- 토니 콕스
- 제프 파헤이
- 메이건 파크
- 크리스 커턴
- 샘 트라멜
- 파워스 부스
- 매튜 윌릭
- 마이클 스피어스
- 고든 투투시스
- 폴리나 그레츠키
- 에디 스피어스
- 안소니 아지지
- 안소니 웡
- 헤더 루프
- 토드 헌팅톤
- 헨리 보거
- 대니 제임스

## 기타
- 공동제작: 코트니 브린
- 공동제작: 프랑코 사마
- 라인프로듀서: 사라 J. 도나휴
- 협력프로듀서: 노린 페레즈
- 미술: 다이안 밀렛
- 의상: 보니 스타우치
- 배역: 코트니 브린